# Bahnhof Herford

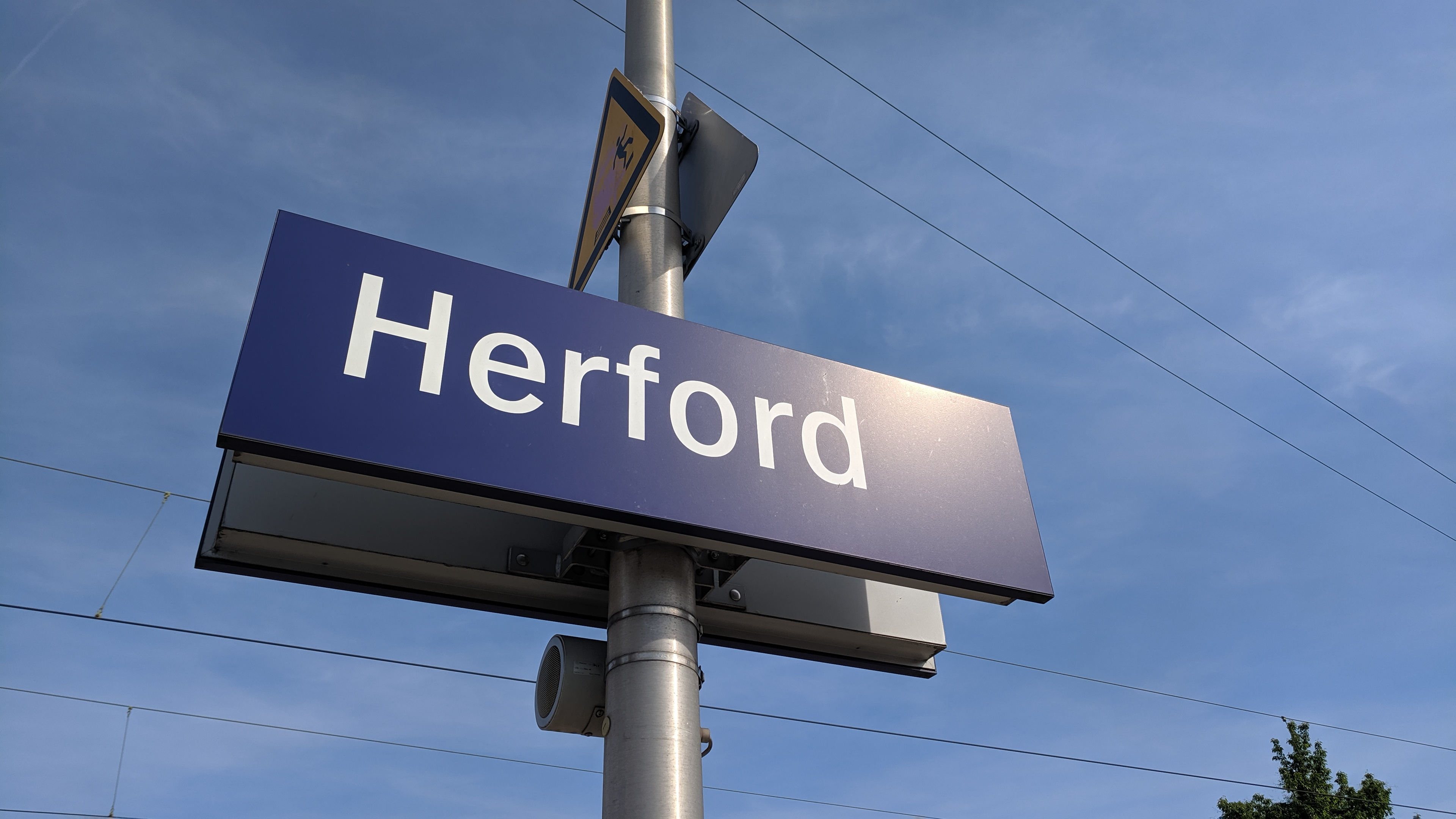

Der Bahnhof Herford ist ein Kreuzungsbahnhof in der ostwestfälischen Stadt Herford in Nordrhein-Westfalen. 
Der Bahnhof hat vier Bahnsteige an sieben Bahnsteiggleisen. Er liegt an der insgesamt viergleisigen, elektrifizierten Eisenbahnhauptstrecke von Hamm (Westfalen) nach Minden, einem Teilstück der Stammstrecke der historischen Köln-Mindener Eisenbahn-Gesellschaft.
Im Bahnhof Herford zweigt Richtung Süden die Bahnstrecke nach Himmighausen ab, in Richtung Norden die Bahnstrecke Herford–Kirchlengern mit Durchbindung zur Bahnstrecke Löhne–Rheine und in Bünde zur Bahnstrecke Bünde–Bassum nach Rahden.

## Lage

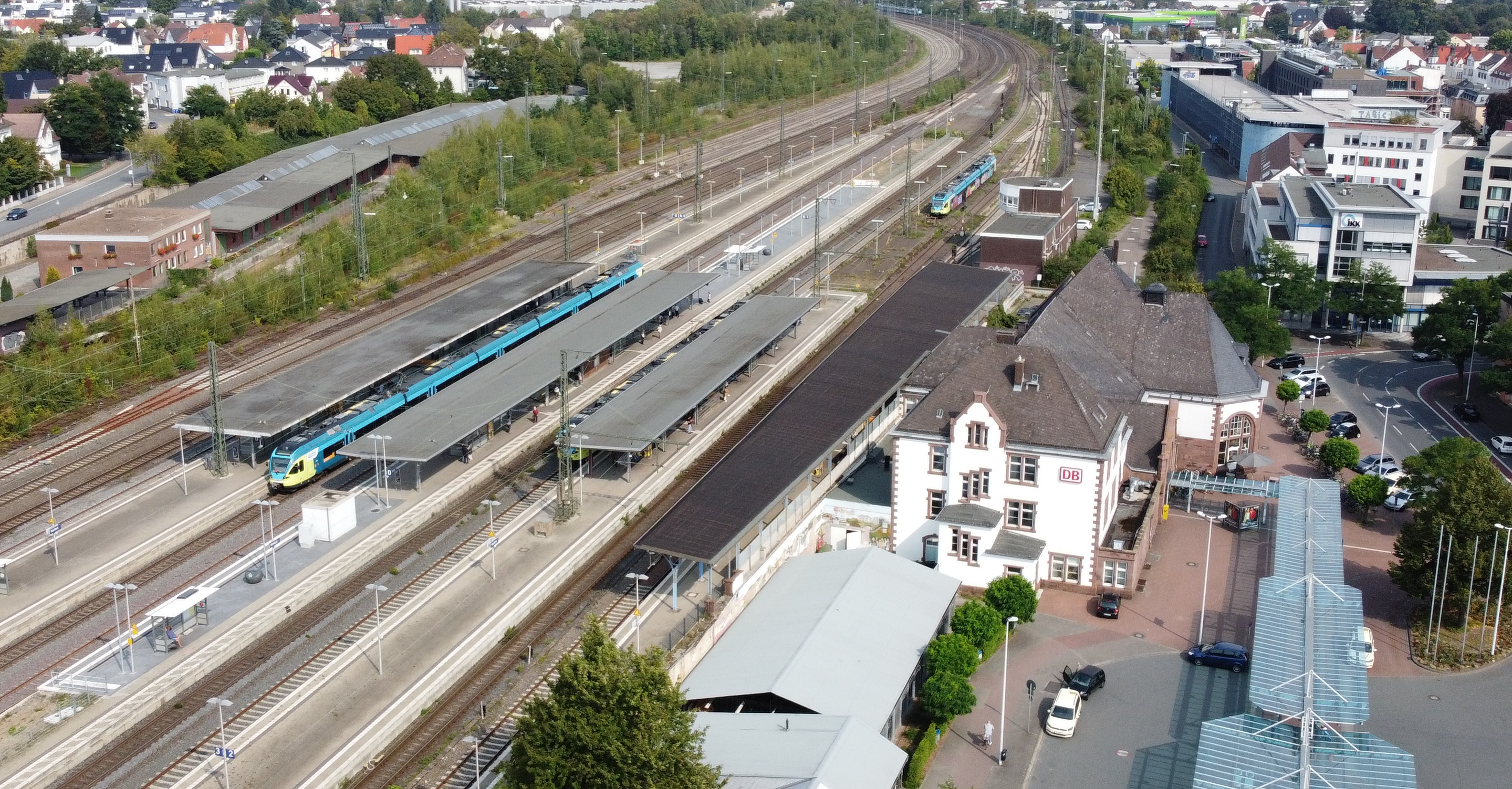
Bahnhof Herford Luftbild

Der Bahnhof liegt in der Radewiger Feldmark nur etwa 300 m von der Herforder Innenstadt (Radewig) entfernt. Nur etwas weiter ist es zum im Jahre 2005 eröffneten Kunst- und Designmuseum Marta Herford, nach dem zwischenzeitlich das Marta-Viertel benannt wurde. Auf dem Weg dorthin steht die Herforder Musikschule. In der Nähe des Bahnhofs befinden sich auch die Kreisverwaltung, das Finanzamt, das Technische Rathaus, die Diskothek GoParc und die Parkhäuser Radewig und Marta-Viertel.
Die Bahnstrecke liegt in Hochlage, so dass die im Stadtgebiet kreuzenden Straßen darunter hindurch führen. Der Bahnhof liegt fast genau in Nord-Süd-Richtung.

## Geschichte

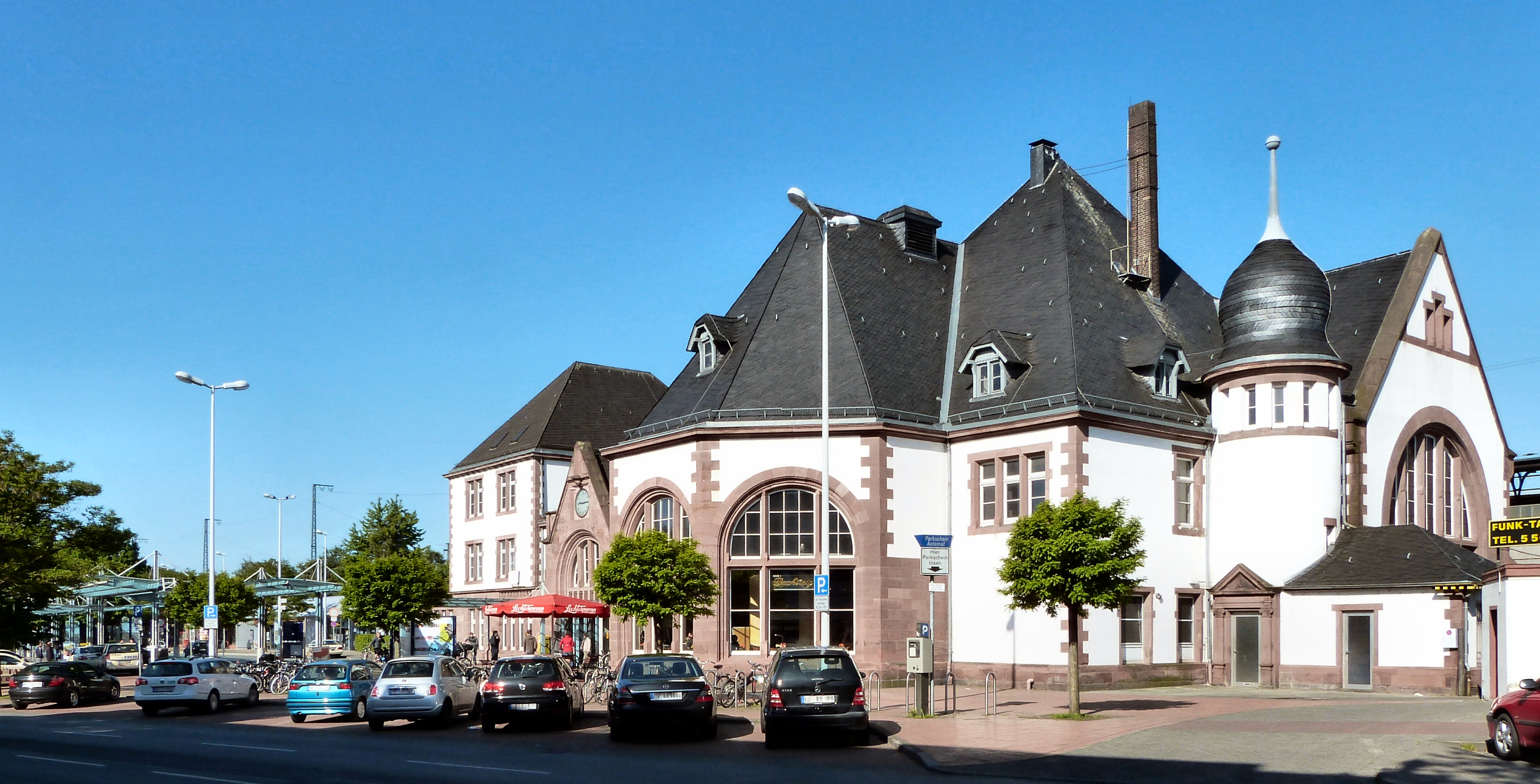
Bahnhofsgebäude von 1902 mit überdachtem Zugang zum anschließenden Bussteig

### Anfänge
Am 15. Oktober 1847 erhielt Herford Anschluss an die Bahnlinie der Köln-Mindener Eisenbahn-Gesellschaft mit einer zunächst eingleisigen Strecke. Als provisorisches Empfangsgebäude wurde 1851 ein Backsteinbau errichtet. Ein zweites Gleis wurde 1853 bis Bielefeld und 1854 bis Bad Oeynhausen in Betrieb genommen. Zwischen 1873 und 1875 wurden die Bahnhofsanlagen umgebaut und das Empfangsgebäude erweitert. 1879 und 1880 wurde ein Lokomotivschuppen mit Drehscheibe, Wasserturm und Kohlenschuppen gebaut. Am 31. Dezember 1880 kam die eingleisige Bahnstrecke Herford–Himmighausen hinzu.

### 20. Jahrhundert
Am 31. März 1901 entgleiste ein Personenzug vor der Einfahrt in den Herforder Bahnhof. Dabei erlitten einige Personen nur leichte Verletzungen.
Im Jahr 1902 wurde das alte Empfangsgebäude durch ein neues Gebäude ersetzt und zwischenzeitlich mehrfach umgebaut. Auf dem bis heute eingleisigen Abzweig nach Kirchlengern wurde der Betrieb am 1. Juli 1904 aufgenommen.

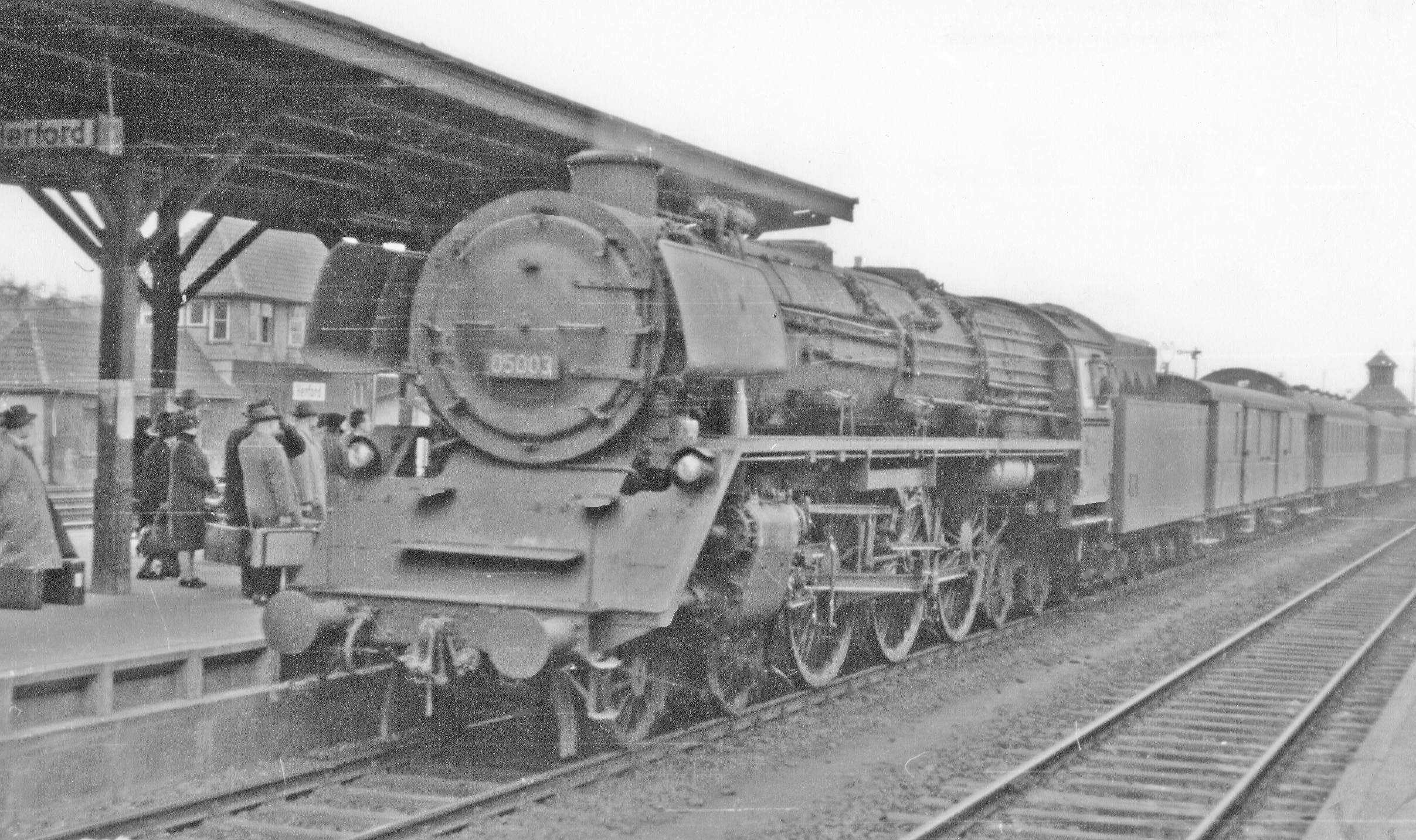
Dampflokomotive der Baureihe 05 im Bahnhof Herford am 30. März 1953

Ab 1911 wurden die beiden Güterzuggleise zwischen Hamm und Minden gebaut, die zwischen 1912 und 1916 in Betrieb gingen, so dass die Strecke seitdem viergleisig ist. In diesem Zusammenhang wurde die bis dahin ebenerdige Bahnstrecke auf einen Damm gelegt und die Bahnübergänge durch Brücken ersetzt. Außerdem kamen neue Güter- und Abstellgleise hinzu, für die die alte Güterabfertigung abgebrochen werden musste. Sie wurde 1918 weiter westlich am heutigen Standort neu gebaut.
Im Zweiten Weltkrieg gab es für den Bahnhof nur geringe Schäden, die relativ schnell beseitigt werden konnten. 1954 begann man mit dem Abriss des Bahnbetriebswerkes.
Seit Mitte der 1960er Jahre ist die Hauptstrecke elektrifiziert. Der erste elektrisch bespannte Zug fuhr am 29. September 1968 durch den Bahnhof. Es folgte am 27. Mai 1975 die Strecke bis Himmighausen und am 20. September 1976 die Verbindung nach Kirchlengern.
Zwischen den 1950er- und 1980er-Jahren hielten sogenannte Heckeneilzüge in Herford, die größtenteils über die eingleisigen Strecken Herford–Himmighausen und Herford–Kirchlengern verkehrten. So gab es beispielsweise Direktverbindungen von und nach Hamburg-Altona, Bremen, Cuxhaven, Wilhelmshaven, Oldenburg (Oldenburg), Frankfurt (Main), München und Basel. Einzelheiten hierzu sind den Abschnitten Fernverkehr und Nahverkehr der Strecken Herford–Kirchlengern und Herford–Himmighausen zu entnehmen.
1975/76 wurden die Holzdächer auf den Bahnsteigen durch Stahldächer ersetzt und eine neue Güterabfertigung gebaut. Seit 1987 steht das Gebäude des Bahnhofes unter Denkmalschutz. Seit 1988 halten auch Intercityzüge in Herford. 1997 wurde der Stückgutverkehr eingestellt. Seitdem wird die 1918 erbaute Güterhalle nicht mehr von der Bahn genutzt.

### Barrierefreier Umbau

#### Allgemeines

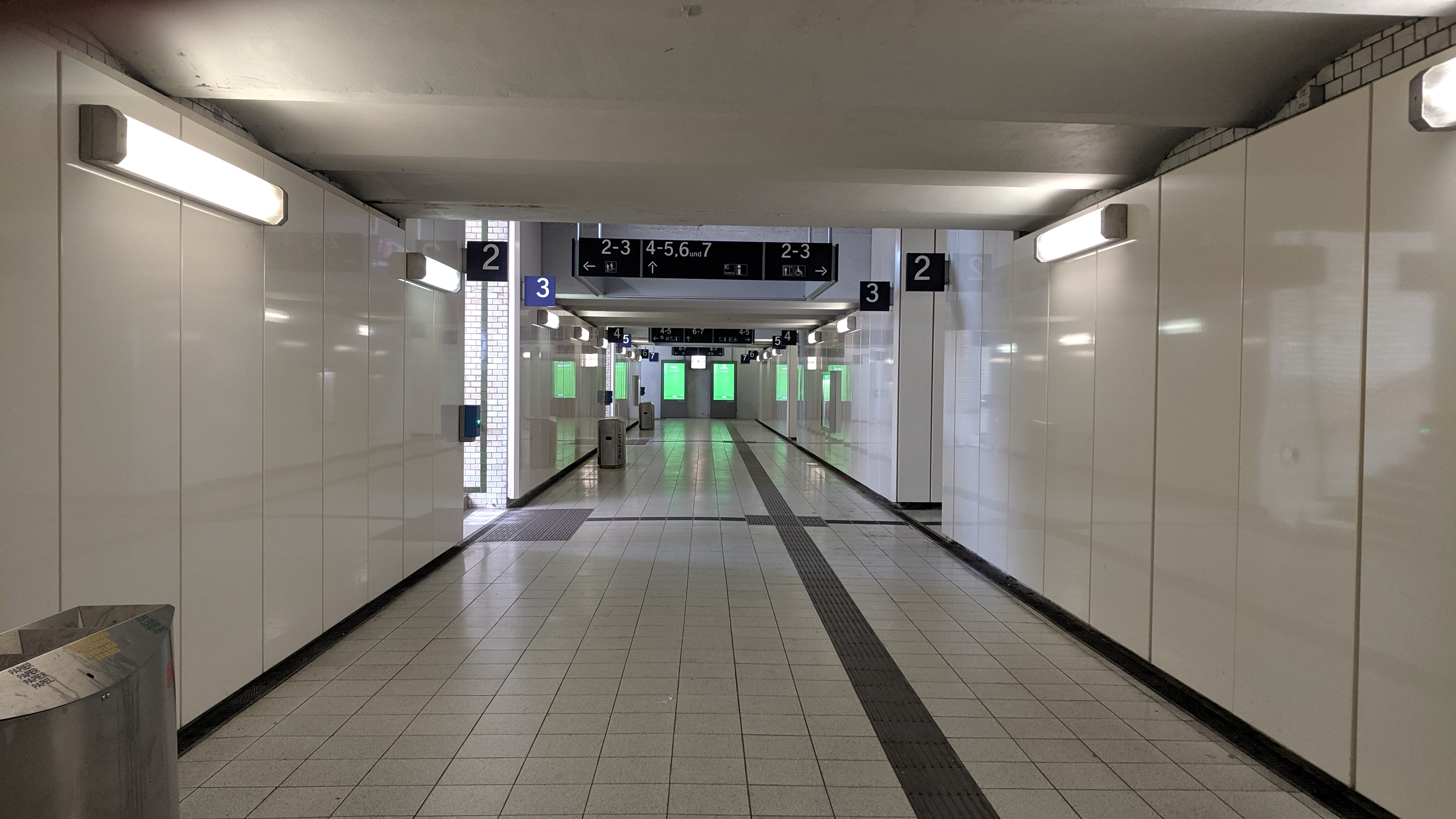
Der 2013 erneuerte Fußgängertunnel

Zwischen Dezember 2008 und Mitte 2013 wurde der Bahnhof barrierefrei ausgebaut, wobei Aufzüge zu den vier Bahnsteigen eingebaut und im gesamten Bahnhof taktile Leitstreifen für Sehbehinderte verlegt wurden. Dazu gehörte auch die Erneuerung der Bahnsteigbeleuchtung und des Wegeleitsystems. Außerdem wurden die Oberflächen der Bahnsteige erneuert und auf einheitliche Höhen gebracht. Außerhalb der Bahnsteigüberdachungen, die zuvor ausgebessert worden waren, wurden neue Wetterschutzhäuschen aufgestellt. Die alten Lastenaufzüge wurden ausgebaut. Sie waren über einen Gepäcktunnel mit dem Empfangsgebäude und der Güterabfertigung verbunden.
Im Fußgängertunnel wurden der Fußboden erneuert, die Seitenwände verkleidet und eine neue Beschilderung angebracht. In diesem Zusammenhang wurden die Gepäckschließfächer entfernt.
Die Zugzielanzeiger auf den Bahnsteigen sind nun nicht mehr vom Fußgängertunnel aus zu sehen, da sie nicht auf der Bahnsteigseite angebracht wurden, auf der die jeweils einzig verbliebene Treppe zu den Bahnsteigen führt, sondern auf der Seite, an der die Treppen zugunsten der Aufzüge zurückgebaut wurden.
Die Kosten für den Umbau betrugen etwa vier Millionen Euro.
In der Vergangenheit wurde auch ein Durchstich des Personentunnels unter die Güterzuggleise erwogen, so dass die Bahnsteige auch von der Westseite her erreichbar gewesen wären. Dieses wurde jedoch nie realisiert.

#### Bahnsteig 1

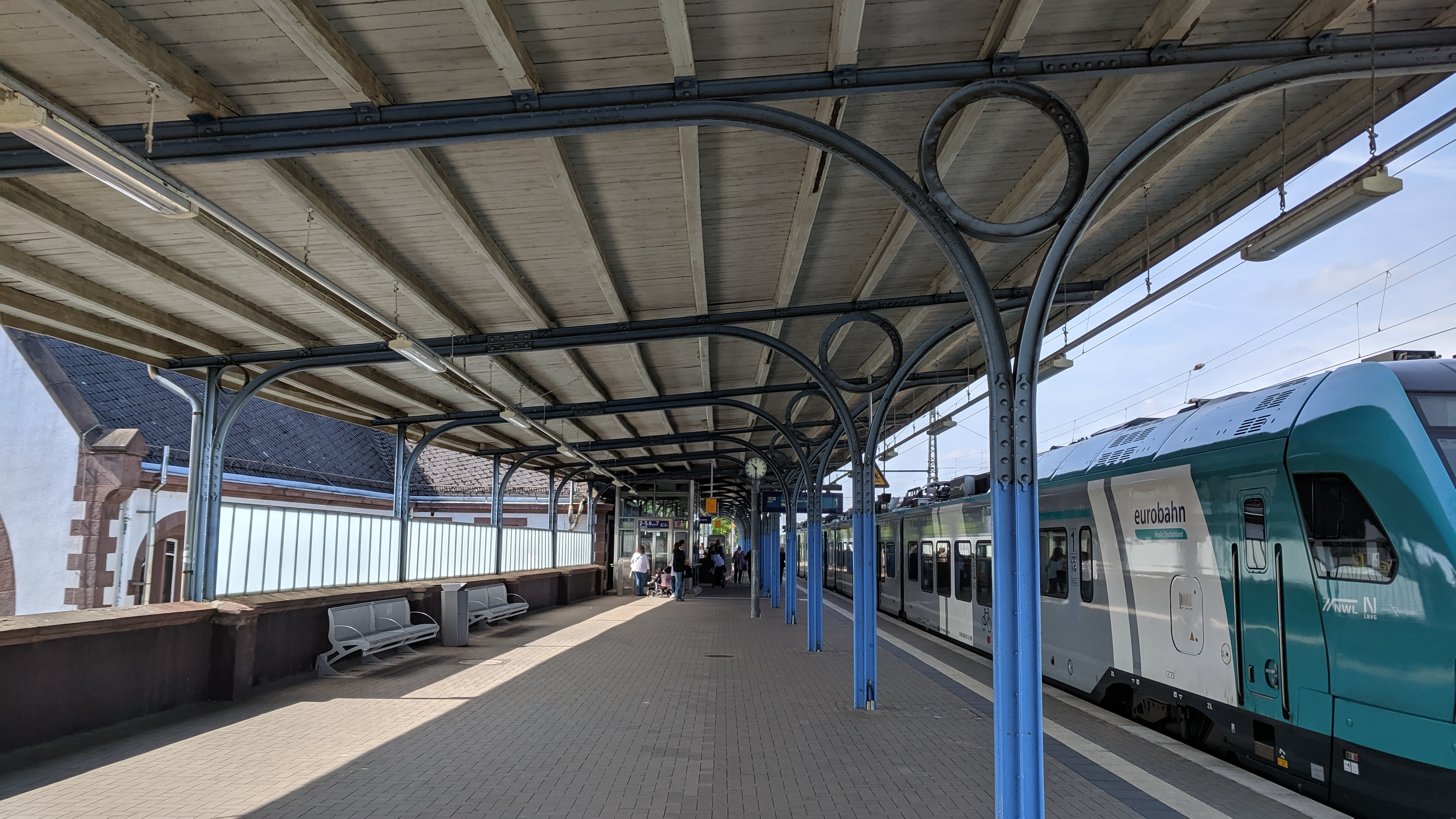
Bahnsteig 1

Der Hausbahnsteig 1 wurde auf einer Länge von 210 Metern mit einer Höhe von 76 Zentimeter über Schienenoberkante erneuert. Von Norden her gibt es über eine Rampe einen direkten – allerdings inoffiziellen – Zugang vom Bahnhofsvorplatz. Am südlichen Ende wurde der direkte Zugang zum Parkhaus Radewig, das direkt neben den Gleisen liegt, abgesperrt. Vor der Renovierung konnte man über eine Treppe mit fünf Stufen vom Parkhaus zum Bahnsteig gelangen. Aufgrund der Barrierefreiheit ist dieses nicht mehr möglich. Eine Verlängerung des Bahnsteigs 1 um ca. 40 Meter, eine Rampe und ein Sicherheitszaun zum Gleis 1 hätten nach Darstellung der Bahn Kosten in sechsstelliger Höhe verursacht. Bahnreisende, die im Parkhaus parken, müssen nun den Umweg über den Bahnhofsvorplatz nehmen.

#### Bahnsteig 2

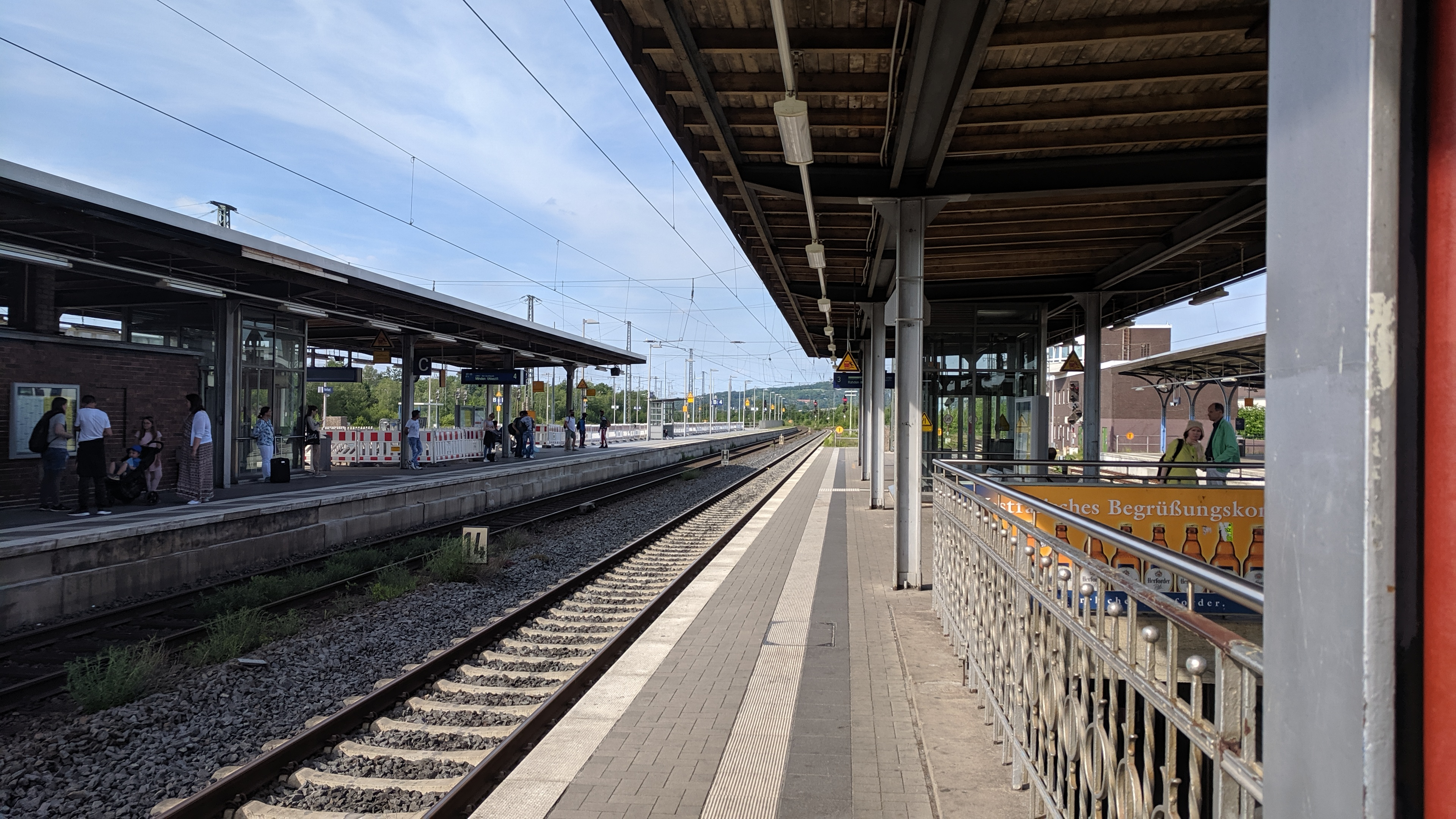
Gleis 3 am Bahnsteig 2,
links Gleis 4 am Bahnsteig 3

Die Erneuerung des Bahnsteigs 2 erfolgte auf einer Länge von 330 Metern mit einer Höhe von 76 Zentimeter über Schienenoberkante. Die darüber hinausgehenden Bahnsteigteile verblieben in ihrem alten Zustand. Ursprünglich war die Bahnsteigkante am Gleis 3 länger als am Gleis 2, was mit der Lage der Weichen und Signale sowie einem Stumpfgleis vor Kopf des nördlichen Bahnsteigendes zusammenhing.

#### Bahnsteig 3
Der Bahnsteig 3 wurde nur am Gleis 4 auf der gesamten Länge von 406 Metern und einer Breite von etwa zwei Metern erneuert. Auch hier wurden die nördlichen und südlichen Abschnitte auf 76 Zentimeter über Schienenoberkante erhöht. Am Gleis 5 wurde der neue Bahnsteigbelag lediglich im Bereich des Daches, der Treppe und des Aufzugs auf einer Länge von 80 Metern eingebaut. Nördlich und südlich davon blieb der alte Bahnsteigbelag bestehen. Diese Bahnsteigteile wurden mit einem stabilen Zaun abgesperrt, so dass sie nicht mehr betreten werden konnten. Das Gleis 5 konnte somit nur noch für Überholungen von kürzeren Nahverkehrszügen oder für die Durchfahrt von längeren Zügen genutzt werden.
Im Dezember 2014 wurde bekannt, dass der Bahnsteig 3 am Gleis 5 im Zusammenhang mit dem Projekt Rhein-Ruhr-Express auf einer Länge von 220 Metern fertiggestellt wird. Der Umbau erfolgte im Jahr 2019 und war zum Fahrplanwechsel im Dezember 2019 beendet.

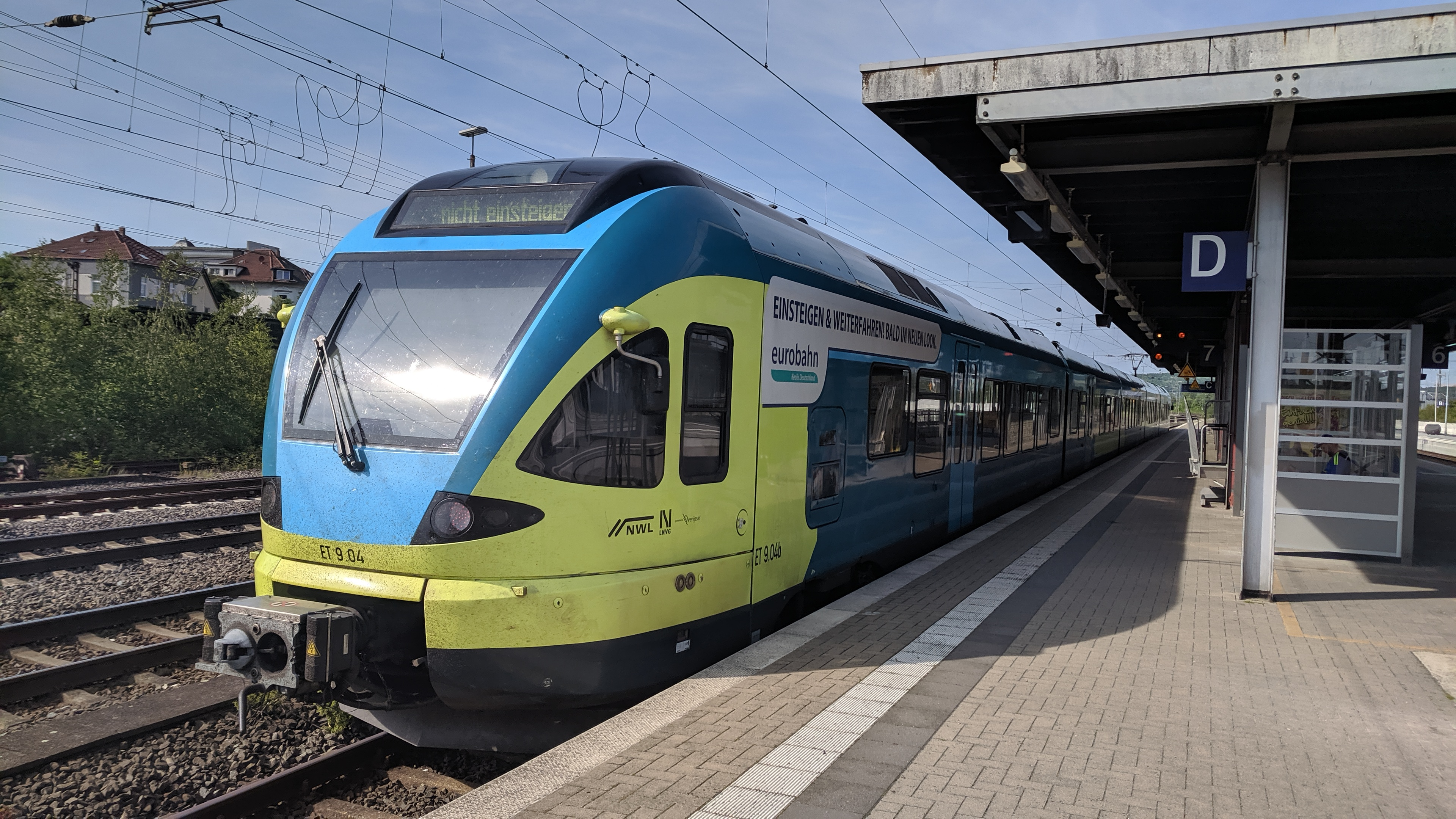
Eurobahn ET904 auf Gleis 7 am Bahnsteig 4

#### Bahnsteig 4
Der Bahnsteig 4 wurde am nördlichen und südlichen Ende auf einer Länge von ca. 40 Metern von 38 Zentimetern auf 76 Zentimeter über Schienenoberkante erhöht. Somit hat er auf der gesamten Länge von 405 Metern eine einheitliche Höhe.

### Betriebliche Besonderheiten
Bei kurzfristigen Sperrungen der Bahnstrecke Bremen–Osnabrück–Münster, zum Beispiel wegen Unfällen oder sonstigen Betriebsstörungen, müssen die Intercity- und ICE-Züge umgeleitet werden. Dabei halten viele Züge ersatzweise in Herford, von wo die Fahrgäste der umgeleiteten Züge mit der RB 61 den Osnabrücker Hauptbahnhof erreichen können.
Vom 11. April bis 27. August 2011 war Herford Start- und Endbahnhof von Zügen der IC-Linie 55. Während umfangreicher Bauarbeiten musste der Verkehr auf der Ost-West-Achse zwischen Bielefeld und Berlin ausgedünnt werden. Daher wurde die IC-Linie Köln - Leipzig auf zwei Abschnitte aufgeteilt und fuhr nur zwischen Köln und Herford sowie zwischen Hannover und Leipzig. Zwischen Herford und Hannover verkehrte in dieser Zeit kein IC der Linie 55. Reisende von und nach Hannover mussten entweder die ICE-Züge zwischen Bielefeld und Hannover nutzen oder mit Nahverkehrszügen fahren. Die IC-Züge kamen von Köln in der Regel in der ungeraden Stunde zur Minute 27 (z. B. 9:27 Uhr) auf Gleis 7 an und standen dort eine Stunde, um in der geraden Stunde zur selben Minute (z. B. 10:27 Uhr) wieder nach Köln abzufahren.
Eine ähnliche Betriebsweise gab es auf der IC-Linie 55 vom 27. bis 29. Dezember 2017, weil wegen eines Brückenabbruchs in Bad Oeynhausen die viergleisige Strecke für alle Züge gesperrt werden musste.
Vom 13. März bis 13. Oktober 2019 hielten in Herford keine Fernzüge. Lediglich zwischen 6:30 Uhr und 7:15 Uhr hielten täglich ein Intercityzug und ein ICE Richtung Köln. Der Grund waren Brückenbauarbeiten in Bielefeld, durch die die Fernzüge auf einem längeren Abschnitt über die Güterzuggleise geführt wurden, wodurch die Fahrzeit nicht eingehalten werden konnte. Um die dadurch entstehenden Verspätungen wieder aufzuholen, entfielen in Herford und Gütersloh die Halte der IC-Linie 55. Die Züge der IC-Linie 32 wurden großräumig umgeleitet. Auch im Nahverkehr gab es in dem genannten Zeitraum Einschränkungen.

## Zuständigkeiten und Dienststellen
Vom 1. April 1895 bis 1949 gehörte Herford zur Reichsbahndirektion Hannover, anschließend bis 1972 zur Bundesbahndirektion Hannover. Nach Auflösung und Zusammenlegung einiger Bundesbahndirektionen wurde der Bahnhof am 1. Juni 1972 der Bundesbahndirektion Essen zugeordnet. Die Grenze zur Bundesbahndirektion Hannover lag dabei zwischen den Bahnhöfen Herford und Löhne. 1994 wurden die Bundesbahndirektionen aufgelöst.
Bis 1954 gab es in Herford ein Bahnbetriebswerk (Bw). Bis Anfang der 1990er Jahre gehörte der Bahnhof zur Bahnmeisterei Bielefeld, zur Nachrichtenmeisterei Bielefeld und zur Hochbaubahnmeisterei Gütersloh. Bis dahin gab es in Herford auch noch die Dienststelle Güterabfertigung (Ga). Heute gibt es keine Dienststelle der Deutschen Bahn mehr in Herford. Außer im Stellwerk und im Reisezentrum sind keine DB-Mitarbeiter mehr in Herford beschäftigt.

## Preisklasse (ehemals Bahnhofskategorie)
Der Bahnhof Herford wird von der Bahntochter DB Station&Service AG betreut. Seit 2012 gehört er der Bahnhofskategorie 2 an, zu der in Deutschland insgesamt 86 Bahnhöfe gehören. Im Dezember 2017 wurden die Bahnhofskategorien durch Preisklassen abgelöst, wobei die Preisklassen den bisherigen Kategorien entsprechen.
Neben dem Bahnhof Herford erreichen in Ostwestfalen-Lippe noch der Hauptbahnhof Bielefeld und der Hauptbahnhof Paderborn die Preisklasse 2. Alle anderen Bahnhöfe wurden in die Preisklassen 3 bis 7 eingeordnet. Die Preisklassen sind in der Stationspreisliste der DB Station&Service AG enthalten.

## Bedienung

### Anzahl der Züge und Reisenden
Im Jahr 2018 hielten täglich 185 Züge in Herford, mit denen bis zu 12.000 Reisende fuhren.

### Fernverkehr
Im Schienenpersonenfernverkehr wird der Bahnhof im Fahrplanjahr 2023/24 von einer ICE-Linie, einer Intercity-Linie und einer Flixtrain-Linie bedient:
| Linie                                                                                       | Linienverlauf | Takt                    |
| ------------------------------------------------------------------------------------------- | --- | ----------------------- |
| ICE 14                                                                                      | Berlin Ostbahnhof – Berlin – Berlin-Spandau – Wolfsburg – Hannover – Herford – Bielefeld – Gütersloh – Hamm – Dortmund – Bochum – Essen – Duisburg – Krefeld – Viersen – Mönchengladbach – MG-Rheydt – Erkelenz – Geilenkirchen – Herzogenrath – Aachen                                                                                        | zwei- bis vierstündlich |
| IC 55                                                                                       | Dresden – Dresden-Neustadt – Riesa – Leipzig – Flughafen Leipzig/Halle – Halle – Köthen – Magdeburg – Helmstedt – Braunschweig – Hannover – Minden – Bad Oeynhausen – Herford – Bielefeld – Gütersloh – Hamm – Dortmund – Hagen – Wuppertal – Solingen – Köln (– Bonn – Koblenz – Mainz – Mannheim – Heidelberg – Vaihingen (Enz) – Stuttgart) | 120 min                 |
| FLX 30                                                                                      | (Aachen –) Köln – Düsseldorf – Duisburg – Essen – Bochum – Dortmund – Hamm – Gütersloh – Bielefeld – Herford – Hannover – Stendal – Berlin-Spandau – Berlin – Berlin Südkreuz (– Dresden) | einzelne Züge           |
| Bahnhöfe, an denen nur vereinzelt Züge der jeweiligen Linie halten, sind kursiv dargestellt | |                         |

Morgens hält ein Zug der ICE-Linie 10 von Berlin nach Düsseldorf und abends ein Zug von Berlin nach Köln in Herford. Somit halten hier täglich zwischen 27 und 28 ICE bzw. IC. Hinzu kommen einzelne Züge der Flixtrain-Linie 30 von Aachen über Berlin nach Dresden.

### Nahverkehr
Im Schienenpersonennahverkehr ist Herford nach Bielefeld der zweitgrößte Eisenbahnknotenpunkt im Regionalverkehr von Ostwestfalen-Lippe und wird im Fahrplanjahr 2023/24 von diversen Regional-Express- und Regionalbahn-Linien bedient. Aus Richtung Paderborn nach Bielefeld sowie aus Richtung Osnabrück nach Paderborn erfolgt der Anschluss in der Regel am selben Bahnsteig (Gleise 2 und 3), nicht jedoch in der jeweiligen Gegenrichtung. Seit Januar 2018 gibt es auch einen Anschluss in das niederländische Hengelo.
| Linie      | Linienverlauf | Takt    | Betreiber         |
| ---------- | --- | ------- | ----------------- |
| RE 6 (RRX) | Rhein-Weser-Express: Köln/Bonn Flughafen – Köln Hbf – Dormagen – Neuss Hbf – Düsseldorf-Bilk – Düsseldorf Hbf – Düsseldorf Flughafen – Duisburg Hbf – Mülheim (Ruhr) Hbf – Essen Hbf – Wattenscheid – Bochum Hbf – Dortmund Hbf – Kamen – Hamm (Westf) Hbf – Heessen – Ahlen (Westf) – Beckum-Neubeckum – Oelde – Rheda-Wiedenbrück – Gütersloh Hbf – Bielefeld Hbf – Herford – Löhne (Westf) – Bad Oeynhausen – Porta Westfalica – Minden (Westf) Stand: Fahrplanwechsel Dezember 2023 | 60 min  | National Express  |
| RB 61      | Wiehengebirgs-Bahn: Hengelo – Oldenzaal – Bad Bentheim – Schüttorf – Salzbergen – Rheine – Hörstel – Ibbenbüren-Esch – Ibbenbüren – Ibbenbüren-Laggenbeck – Osnabrück Altstadt – Osnabrück Hbf – Wissingen – Westerhausen – Melle – Bruchmühlen – Bünde (Westf) – Kirchlengern – Hiddenhausen-Schweicheln – Herford – Brake (b Bielefeld) – Bielefeld Hbf Stand: Fahrplanwechsel Dezember 2021                                                                                          | 60 min  | Eurobahn          |
| RE 70      | Weser-Leine-Express: Bielefeld Hbf – Herford – Löhne (Westf) – Bad Oeynhausen – Porta Westfalica – Minden (West) – Bückeburg – (Kirchhorsten –)* Stadthagen – (Lindhorst (Schaumb-Lippe) –)* Haste – Wunstorf – Hannover Hbf – Lehrte – Hämelerwald – Vöhrum – Peine – Vechelde – Braunschweig Hbf * nur einzelne Züge im Berufsverkehr Stand: Fahrplanwechsel Dezember 2021 | 120 min | WestfalenBahn     |
| RB 71      | Ravensberger Bahn: Rahden – Espelkamp – Lübbecke (Westf) – Bad Holzhausen – Mesch Neue Mühle – Bieren-Rödinghausen – Bünde (Westf) – Kirchlengern – Hiddenhausen-Schweicheln – Herford – Brake (b Bielefeld) – Bielefeld Hbf Stand: Fahrplanwechsel Dezember 2021 | 60 min  | Eurobahn          |
| RB 72      | Ostwestfalen-Bahn: Herford – Bad Salzuflen – Schötmar – Bad Salzuflen-Sylbach – Lage (Lippe) – Detmold – Horn-Bad Meinberg – Leopoldstal – Steinheim-Sandebeck – Altenbeken – Paderborn Hbf Stand: Fahrplanwechsel Dezember 2021 | 60 min  | Eurobahn          |
| RB 77      | Weser-Bahn: Herford – Löhne (Westf) – Bad Oeynhausen Süd – Vlotho – Rinteln – Hessisch Oldendorf – Hameln – Coppenbrügge – Marienau (Coppenbrügge) – Osterwald – Elze (Han) – Nordstemmen – Emmerke – Hildesheim Hbf In Hildesheim Durchbindung einiger Züge als RB 79 bis Bodenburg Stand: 3. Februar 2025 | 60 min  | Start Deutschland |
| RE 78      | Porta-Express: Nienburg (Weser) – Leese-Stolzenau – Petershagen-Lahde – Minden (Westf) – Porta Westfalica – Bad Oeynhausen – Löhne (Westf) – Herford – Bielefeld Hbf Stand: Fahrplanwechsel Dezember 2023 | 120 min | Eurobahn          |

Im morgendlichen Berufsverkehr kommt montags bis freitags ein Zug der Regionalbahn 69 von Hamm um 6:54 Uhr in Herford an, der um 7:16 Uhr zurück über Hamm nach Münster fährt. Dadurch werden morgens die übrigen zwischen Herford und Bielefeld fahrenden Züge entlastet.

## Gleis- und Bahnhofsanlagen

### Bahnsteige und Reisezuggleise

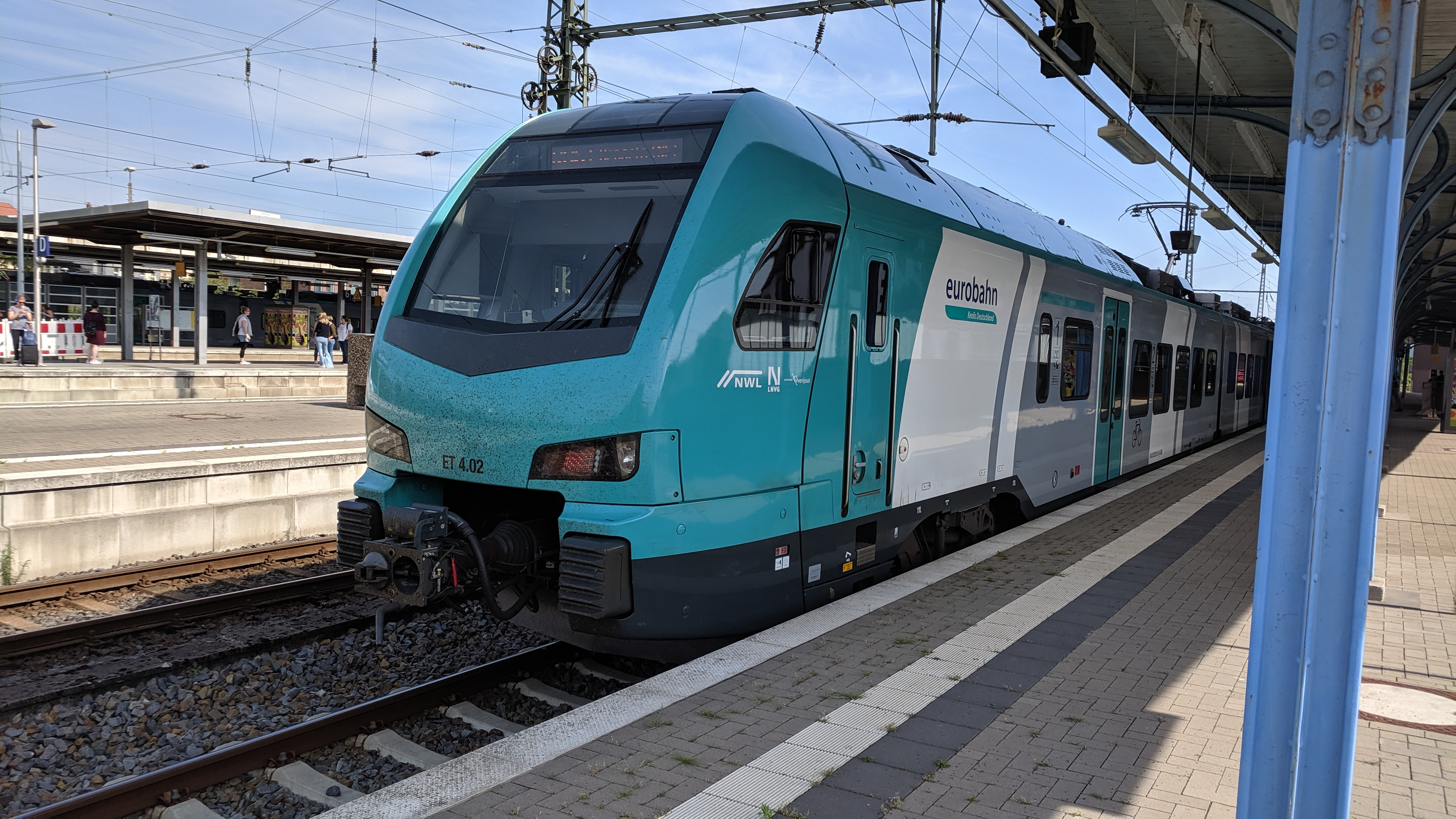
Eurobahn ET402, Typ: Stadler FLIRT 3 auf Gleis 1, links alle weiteren Bahnsteige und Gleise

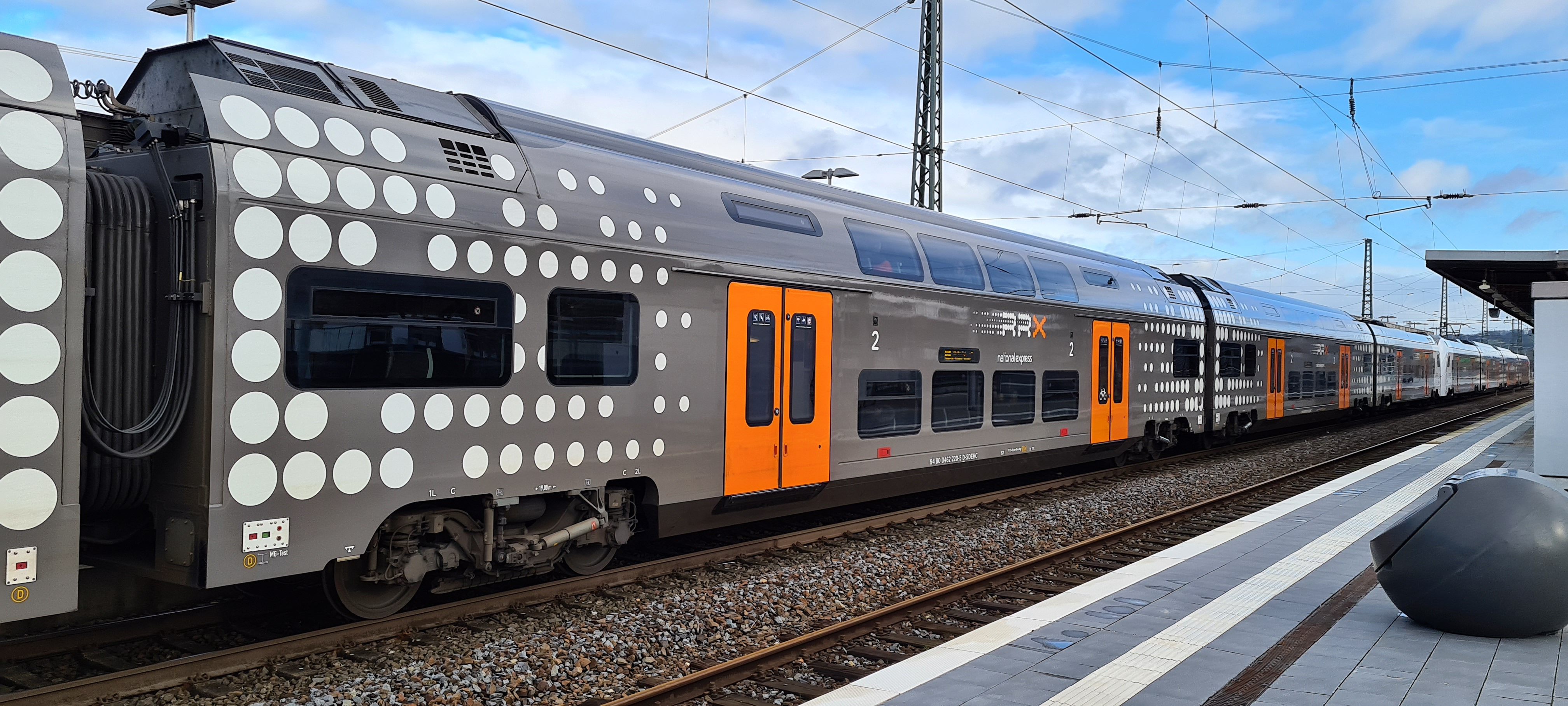
Der RE 6 Richtung Köln mit RRX-Wagen steht im Gleis 6 am Bahnsteig 4

Der Bahnhof Herford hat einen Hausbahnsteig und drei Inselbahnsteige mit einer Höhe von 76 cm über Schienenoberkante. Sie sind jeweils einzeln überdacht und verfügen über digitale Zugzielanzeiger. Alle Bahnsteige sind über eine Fußgängerunterführung mit dem Ausgang verbunden. Aufzüge ermöglichen einen stufenfreien Zugang zu den Bahnsteigen. Die Nutzlängen und Nutzungen der Bahnsteige und Gleise sind der folgenden Tabelle zu entnehmen.
| Gleis | Bahnsteig | Nutzlänge Bahnsteig | Nutzlänge Gleis                                  | Nutzung im Fahrplanjahr 2023/2024 |
| ----- | --------- | ------------------- | ------------------------------------------------ | --- |
| 1     | 1         | 205 m               | 276 m                                            | Halt der Züge von Bielefeld nach Hengelo (RB 61) |
| 2     | 2         | 205 m               | 343 m Richtung Hannover 388 m Richtung Bielefeld | Beginnende und endende Züge von und nach Paderborn (RB 72) Montags- bis freitagsmorgens Halt eines endenden Zugs von Hamm und Rückfahrt des Zugs über Hamm nach Münster (RB 69) |
| 3     | 2         | 205 m               | 544 m Richtung Hannover 576 m Richtung Bielefeld | Halt der Züge von Hengelo nach Bielefeld (RB 61) Halt der Züge von Bielefeld nach Rahden (RB 71) |
| 4     | 3         | 400 m               | 522 m                                            | Durchgehendes Hauptgleis von Hamm in Richtung Hannover Haltende IC von Köln nach Dresden (Linie 55) Haltende ICE von Köln nach Berlin (Linie 14) Haltende Flixtrain-Züge von Köln nach Berlin (FLX 30) Halt der Züge von Köln nach Minden (RE 6) Halt der Züge von Bielefeld nach Nienburg (RE 78)   |
| 5     | 3         | 215 m               | 522 m                                            | Halt der Züge von Bielefeld nach Braunschweig (RE 70) Überholungsgleis in Richtung Hannover bei Unregelmäßigkeiten |
| 6     | 4         | 405 m               | 462 m                                            | Durchgehendes Hauptgleis von Hannover in Richtung Hamm Haltende IC von Dresden nach Köln (Linie 55) Haltende ICE von Berlin nach Köln (Linien 10 und 14) Halt der Züge von Minden nach Köln (RE 6) Halt der Züge von Rahden nach Bielefeld (RB 71) Halt der Züge von Nienburg nach Bielefeld (RE 78) |
| 7     | 4         | 405 m               | 505 m                                            | Halt der Züge von Braunschweig nach Bielefeld (RE 70) Beginnende und endende Züge von und nach Hildesheim (RB 77) Überholungsgleis in Richtung Bielefeld bei Unregelmäßigkeiten |

### Güterzuggleise und Güterbahnhof
Neben dem Reisezuggleis 7 liegen die beiden durchgehenden Hauptgleise 8 und 9 der Güterzugstrecke Hamm–Minden sowie das Güterzugüberholungsgleis 10. Die sich daneben anschließenden Gleise 11 bis 15 können als Abstellgleise genutzt werden. Die nächsten Gleise mit den Nummern 16 bis 25, die nicht mehr benötigt werden, sind teilweise zugewachsen und vom Stellwerk abgeklemmt.
Die umfangreichen Güterzuganlagen, die in den 1870er Jahren gebaut wurden, werden heute kaum noch genutzt. Dazu gehören Abstell-, Rangier-, Lade- und Ausziehgleise, Kopf- und Seitenrampen, Ladestraßen, eine Straßenroller-Anlage, die Güterabfertigung mit Güterhalle, Waagen für Lkw und Eisenbahnwaggons sowie Übergabegleise für die Gleisanschlüsse. Bis 1959 gab es in dem Bereich zwischen der Sophienstraße und der Güterhalle eine Drehscheibe mit einem Lokschuppen. Heute befindet sich dort ein Parkplatz.
Insgesamt befinden sich außer den regelmäßig genutzten Gleisen 1 bis 10 noch 16 Gleise oder Gleisabschnitte im Bestand des Bahnhofs, die bei Bedarf genutzt werden könnten.

### Postverladegleise
Nördlich des Empfangsgebäudes gibt es in Höhe des Stellwerks einen ehemaligen Postbahnsteig mit zwei Gleisen, wo bis in die 1960er Jahre Pakete und Postsäcke ein- und ausgeladen wurden. Die Post- bzw. Gepäckkarren konnten dafür über eine Zufahrt von der Straße „Am Bahndamm“ auf den Bahnsteig fahren.

### Gleise, Weichen und Signale
Auf einem Lageplan des Herforder Bahnhofs aus dem Jahre 1987, der auch noch 1993 gültig war, sind insgesamt 50 Gleise mit 45 Gleisabschnitten, 101 Weichen, 31 Hauptsignale (z. T. mit Vorsignalen) und 10 einzeln stehende Vorsignale bzw. Vorsignalwiederholer verzeichnet. Davon werden allerdings einige Teile des ehemaligen Güterbahnhofs nicht mehr genutzt.

### Gleisanschlüsse
Innerhalb des Stadtgebiets gibt es drei Anschlussgleise, die jedoch alle nicht mehr in Betrieb sind.
Nördlich des Bahnhofs führt seit 1884 ein Gleisanschluss zur Herforder Brauerei. Durch mehrere Wende- bzw. Sägefahrten war seit 1961 über dieses Gleis auch der zweite Gleisanschluss erreichbar, der zur Firma Sulo führte. Zuvor hatte Sulo bereits einen meterspurigen Gleisanschluss der Herforder Kleinbahn, der 1961 durch den Einbau einer dritten Schiene direkten Anschluss an den Herforder Bahnhof erhielt. Über diese Gleisanlagen waren seit der Stilllegung der Herforder Kleinbahn im Jahre 1966 auch noch weitere Firmen im Bereich der Goebenstraße direkt an die damalige Deutsche Bundesbahn angeschlossen. Ende 2002 wurde die Bedienung der Gleisanschlüsse von der Deutschen Bahn eingestellt.
Südlich des Bahnhofs im Stadtteil Diebrock wurde in den 1970er Jahren ein Gleisanschluss in das dort neu entstandene Gewerbegebiet gebaut, der in den 90er Jahren, u. a. von der Firma Wellcarton und Viessmann, genutzt wurde.

### Alter Güterbahnhof/Güterhalle
Die ehemalige Güterhalle, die im Jahre 1918 erbaut wurde, wird seit 1997, als der Stückgutverkehr eingestellt wurde, nicht mehr von der Bahn genutzt. Sie wurde 2004 von der Stadt Herford gekauft und anschließend renoviert. Heute wird sie unter dem Namen „Alter Güterbahnhof“ als Veranstaltungshalle für Messen (z. B. Herbstzeitlos), Märkte, Ausstellungen, Konzerten, Modenschauen und dergleichen genutzt. Auf einer Grundfläche von 3.615 Quadratmetern befinden sich darin drei Hallen und die ehemalige Güterabfertigung. Bei Veranstaltungen sind dort bis zu 2.000 Besucher zugelassen.

### Stellwerk

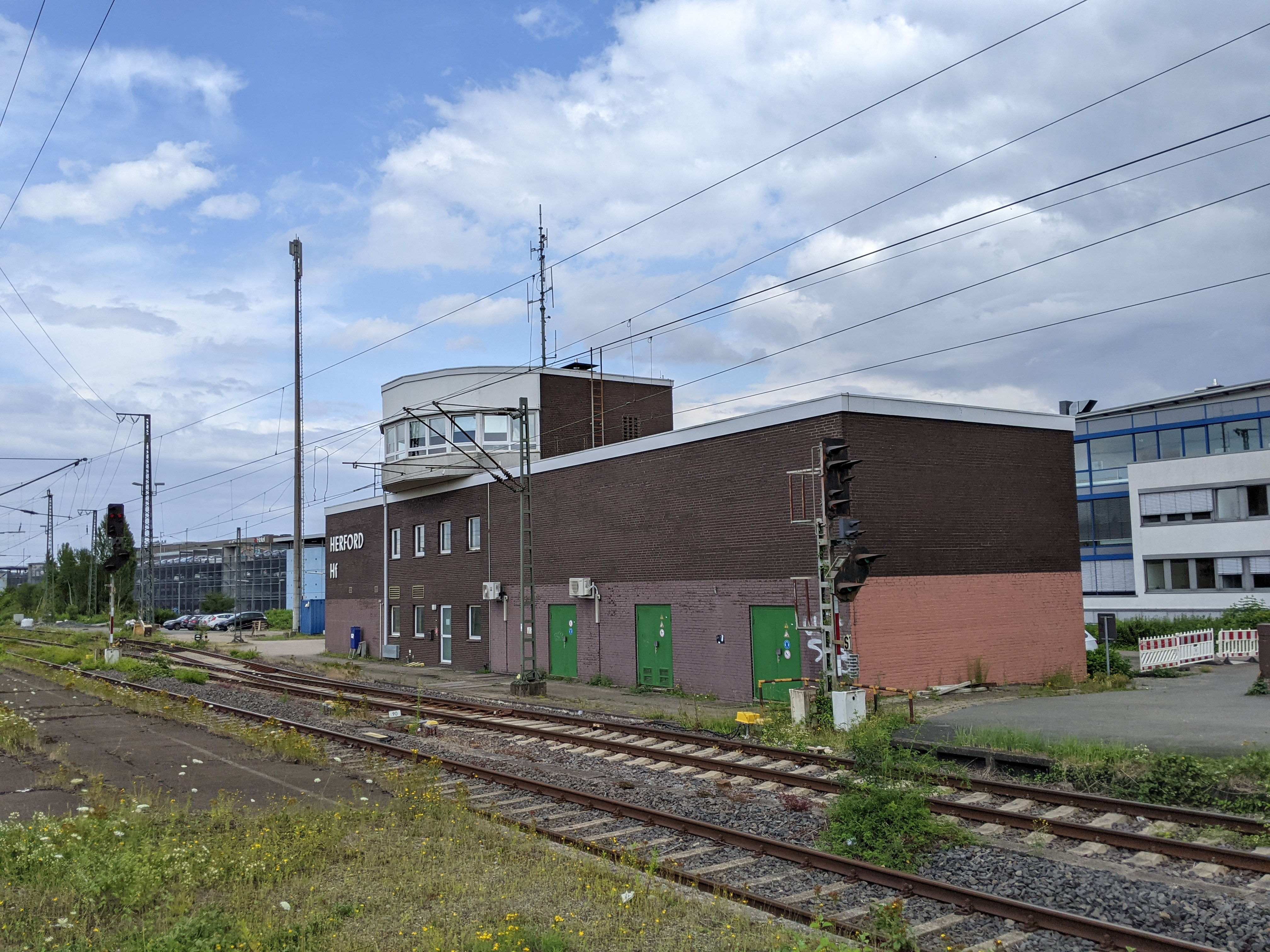
Stellwerk Hf, 2025

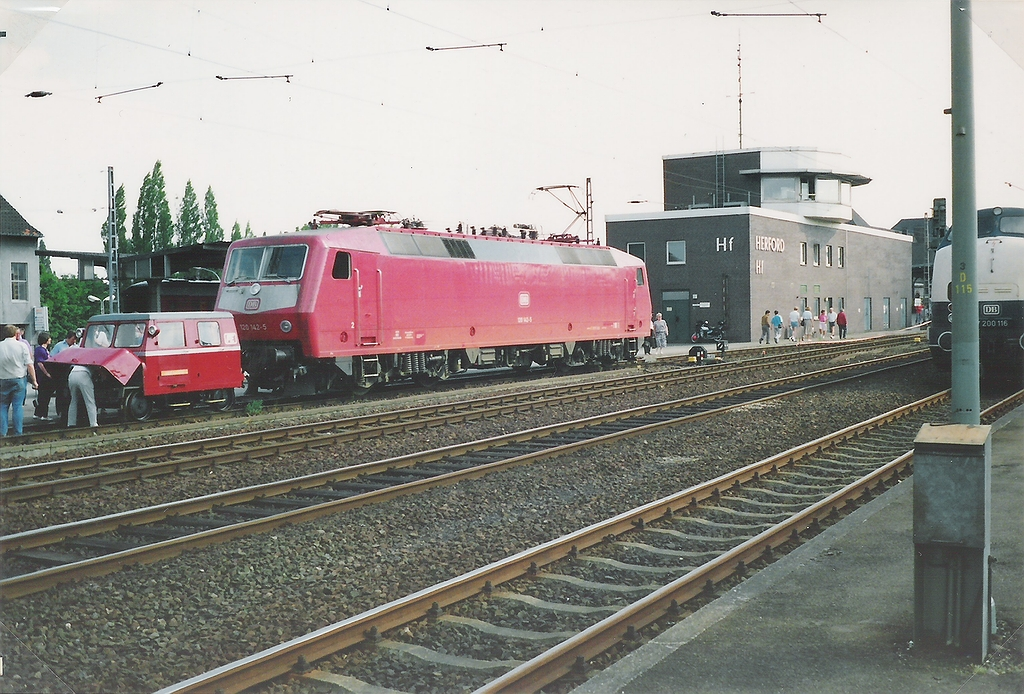
Das Stellwerk Hf beim Eisenbahnfest 1989

Das Stellwerk Hf, das nördlich in Verlängerung des Hausbahnsteigs steht, ist ein Siemens-Drucktastenstellwerk der Bauform Sp Dr S60. Von dort wird der gesamte Bereich des Herforder Bahnhofs bedient. Auch die beiden mit Vollschranken ausgerüsteten Bahnübergänge an der Elverdisser und Ahmser Straße sowie einige kleinere Bahnübergänge mit Blinklicht und/oder Halbschranken auf der Strecke Herford–Himmighausen werden von dort überwacht.
Bis zur Inbetriebnahme des Gleisbildstellwerks am 25. Juni 1978 gab es in Herford die elektromechanischen Stellwerke Hmf, Hn, Ho und Hs.

## Höchstgeschwindigkeiten
Südlich und nördlich des Bahnhofs können durchfahrende Reisezüge durch die Gleise 4 und 6 maximal 160 km/h fahren. Nördlich der Bahnsteige liegt die Strecke jedoch in einem Bogen, so dass dort in Fahrtrichtung Hannover auf einer Länge von 1.000 Metern und in Fahrtrichtung Bielefeld auf einer Länge von 900 Metern nur höchstens 140 km/h gefahren werden kann.
Die Höchstgeschwindigkeit auf den Güterzuggleisen 8 und 9 beträgt 120 km/h. Auf einer Länge von 500 Metern in Fahrtrichtung Hannover und von 200 Metern in Fahrtrichtung Bielefeld kann hingegen nur 110 km/h gefahren werden.
In Richtung Himmighausen kann mit maximal 40 km/h aus dem Bahnhof ausgefahren werden. Nach 800 Metern kann auf dann 70 km/h beschleunigt werden. Die einfahrenden Züge müssen auf den letzten 900 Metern von 70 km/h auf 40 km/h herunterbremsen.
Ausfahrende Züge in Richtung Kirchlengern können auf den ersten 700 Metern höchstens 40 km/h fahren, anschließend sind 100 km/h erlaubt. Bei der Einfahrt in den Bahnhof aus Richtung Kirchlengern ist der 40-km/h-Abschnitt 800 Meter lang.

## Verkehrsanbindung

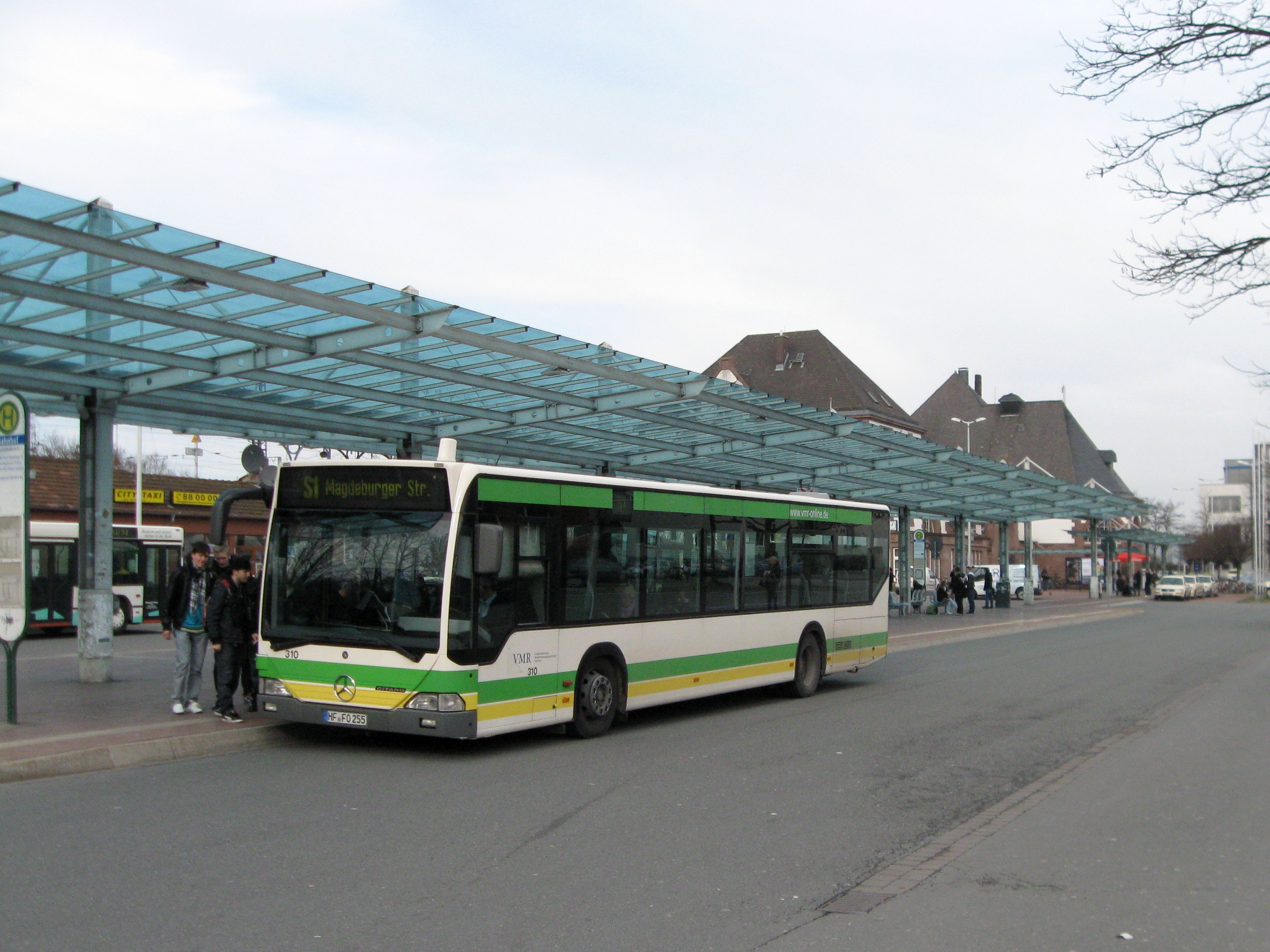
Busbahnhof mit Stadtbus der Verkehrsbetriebe Minden-Ravensberg (VMR) im Februar 2011

Das Stadtgebiet wird vom ZOB direkt neben dem Bahnhofsgebäude (überdachter Zugang) im 30-Minuten-Takt von zwei Stadtbuslinien erschlossen. Zentraler Bus-Treffpunkt im Stadtverkehr ist der Alte Markt (ca. 800 m oder zwei Haltestellen entfernt). Am Busbahnhof halten außerdem Regionalbusse u. a. nach Bünde, Spenge, Löhne, Bad Salzuflen, Bielefeld-Schildesche. Insbesondere wegen der direkt neben dem Bahnhof liegenden Großdiskothek GoParc fährt an Wochenenden und vor Feiertagen im Halbstundentakt eine Nachtbuslinie nach Bielefeld (Ringlokschuppen und Jahnplatz).
In Bussen und Regionalzügen gilt der Westfalentarif und der NRW-Tarif. Ausgenommen sind jedoch die Nachtbusse im Stadtgebiet und in Richtung Bielefeld, Bünde, Enger, Spenge sowie die „DiscoBusse“. Das Niedersachsen-Ticket, das am Automaten erhältlich ist, gilt seit dem Fahrplanwechsel im Dezember 2013 auf den Strecken Richtung Hannover und Osnabrück auch von und bis Herford.

## Zugang

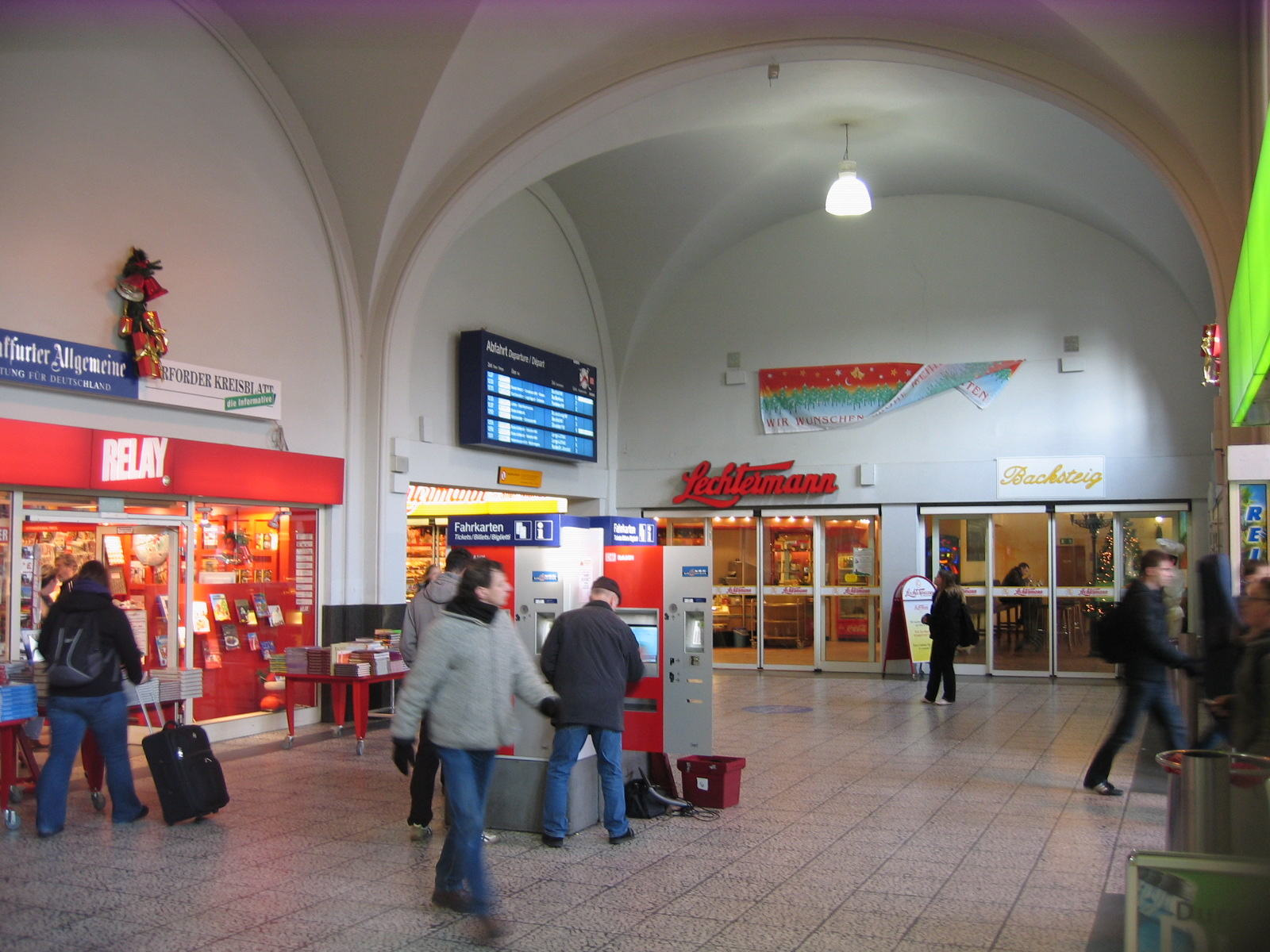
Blick in die Bahnhofshalle im Dezember 2009

Der Eingang erfolgt durch das Bahnhofsgebäude, wo im Januar 2009 eine elektronische Abfahrtstafel angebracht wurde. Einen Nebenausgang gibt es nicht. Die in den Jahren 2009 bis 2012 umgebauten Bahnsteige sind durch einen renovierten Personentunnel mit jeweils einem Treppenaufgang und einem Personenaufzug erreichbar. Der Hausbahnsteig 1 (Gleis 1) hat außerdem einen Seitenzugang ohne Stufen.

## Service
Das Reisezentrum ist montags bis freitags von 6:30 Uhr bis 12:00 Uhr und von 13:00 Uhr bis 18:30 Uhr geöffnet. Tagsüber gibt es auf dem Bahnsteig ein Service-Team. Im Empfangsgebäude befinden sich außerdem ein Buch- und Zeitschriftenladen, eine Bäckerei mit Sitzplätzen, ein Reisebedarfsladen und ein Reisebüro. Weitere Läden und gastronomische Betriebe sind auf dem Bahnhofsvorplatz im Bereich der Bushaltestellen. Die gebührenpflichtigen Toiletten wurden zuletzt 2017 renoviert. Gepäckschließfächer sind nicht mehr vorhanden. Seit Ende 2006 gibt es wieder eine Bahnhofsmission im Empfangsgebäude. Der Träger ist der Evangelische Gemeindedienst – Innere Mission Bielefeld. Die Bahnhofsmission ist montags bis samstags von 13:00 Uhr bis 18:00 Uhr und sonntags von 13:00 Uhr bis 19:00 Uhr besetzt.
Seit 1949 gibt ein Posaunenchor an Heiligabend in der Bahnhofshalle für die Reisenden ein rund einstündiges Weihnachtsliederkonzert. Ursprünglich wollte ein Bahnbeamter damit seinen Kollegen und Bahnreisenden eine kleine Freude bereiten.

## Park-and-ride, Bike-and-ride

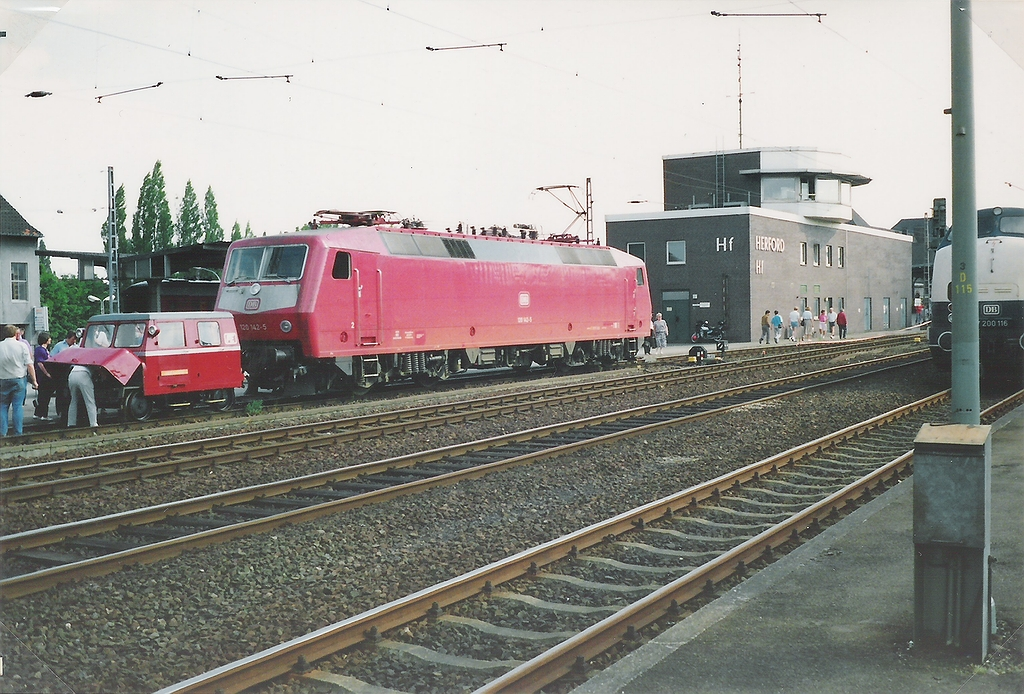
Eisenbahnfest in Herford im Juni 1989

Im nahe dem Bahnhof gelegenen Parkhaus Radewig sind 36 Parkplätze für Bahnreisende reserviert. Weitere Parkplätze gibt es im Parkhaus Marta-Viertel.
Direkt neben dem Bahnhofsgebäude gibt es eine Fahrradstation mit ca. 250 Fahrradstellplätzen.
Die Taxistände befinden sich direkt vor dem Eingang.

## Eisenbahnfest 1989
Anlässlich des 1200-jährigen Stadtjubiläums fand am 17. und 18. Juni 1989 auf dem Herforder Bahnhof ein Eisenbahnfest statt, bei dem verschiedene Lokomotiven und Züge zu besichtigen waren. Außerdem gab es Sonderfahrten in umliegende Bahnhöfe.

## ICE

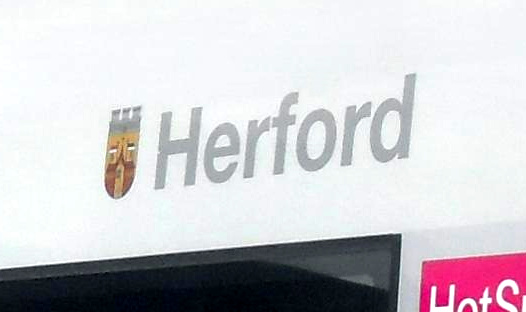
Namenszug auf dem ICE 403 051-6

Anlässlich des 150-jährigen Bestehens der Deutschen Eisenbahn und der Inbetriebnahme des ersten ICE kam es am 30. November 1985 im Herforder Bahnhof erstmals zu einem Zusammentreffen des InterCityExperimental mit dem Adler. Eine solche Begegnung gab es nur noch einmal am 6. Dezember 1985 in Fürth.
Am 17. Mai 2006 um 11 Uhr wurde am Bahnsteig 4 im Gleis 7 ein ICE 3 der Baureihe 403 auf den Namen „Herford“ getauft.